# Glossosoma
Glossosoma är ett släkte av nattsländor, beskrivet 1834 av den brittiske entomologen John Curtis. Släktet ingår i familjen stenhusnattsländor.

## Bildgalleri

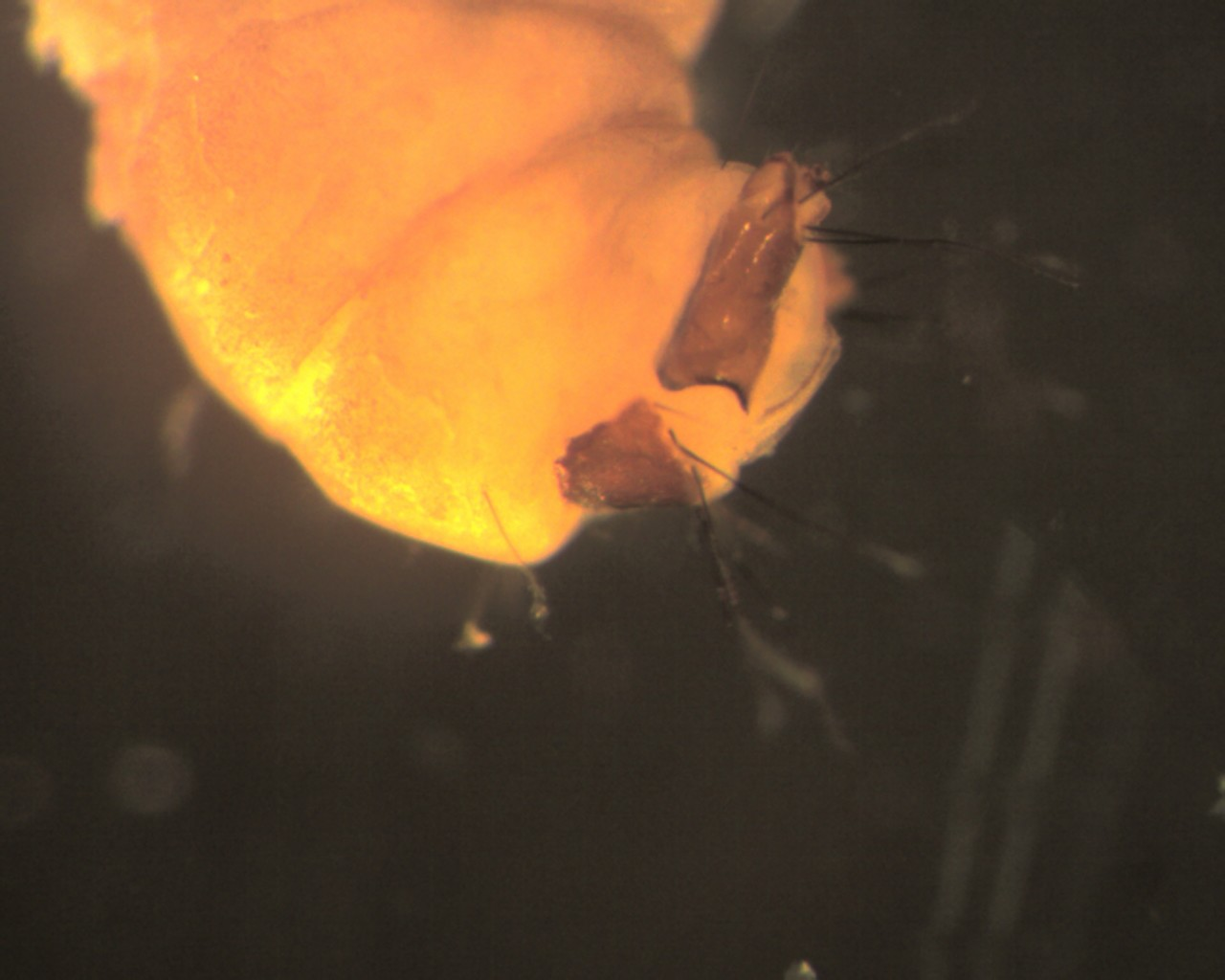
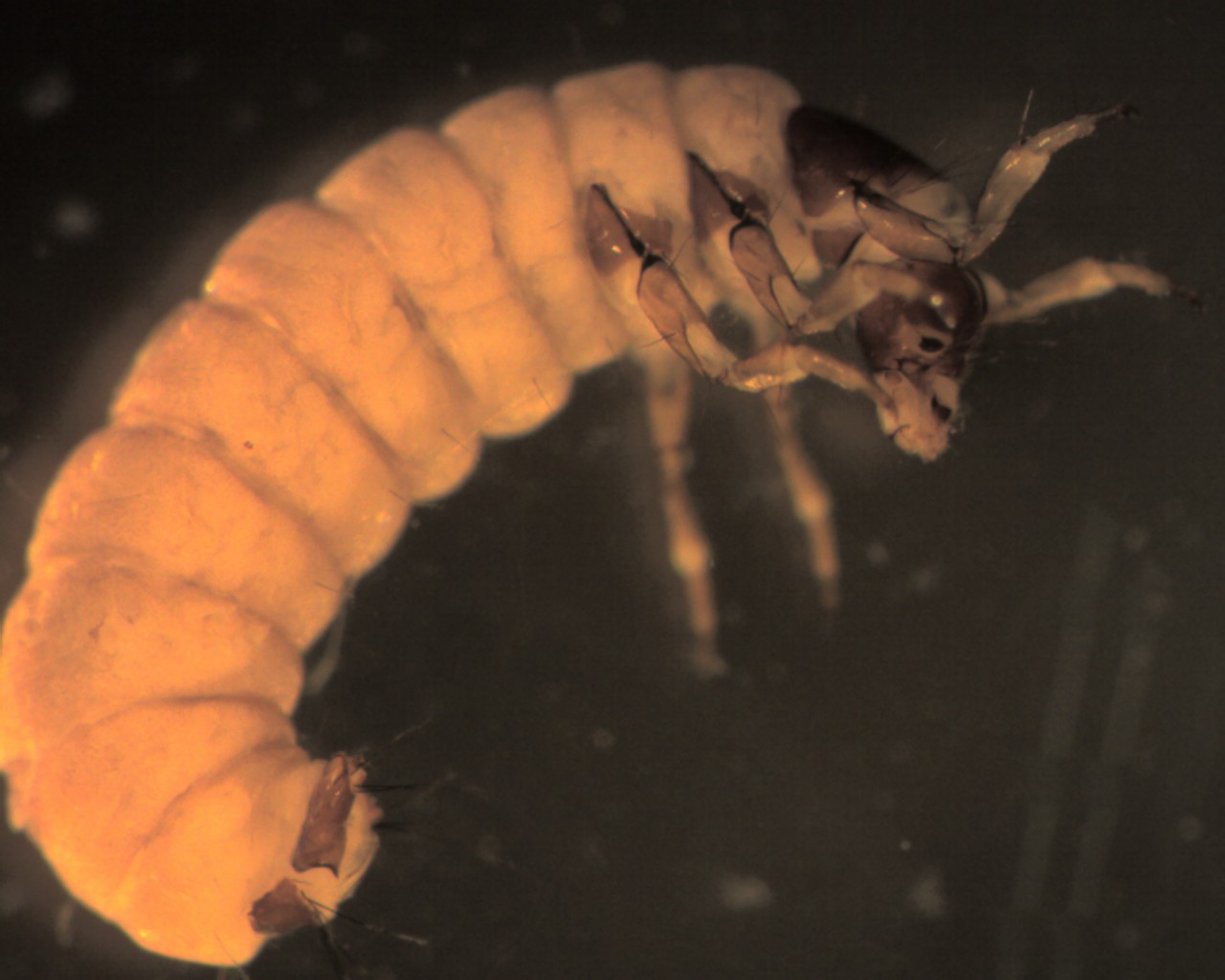
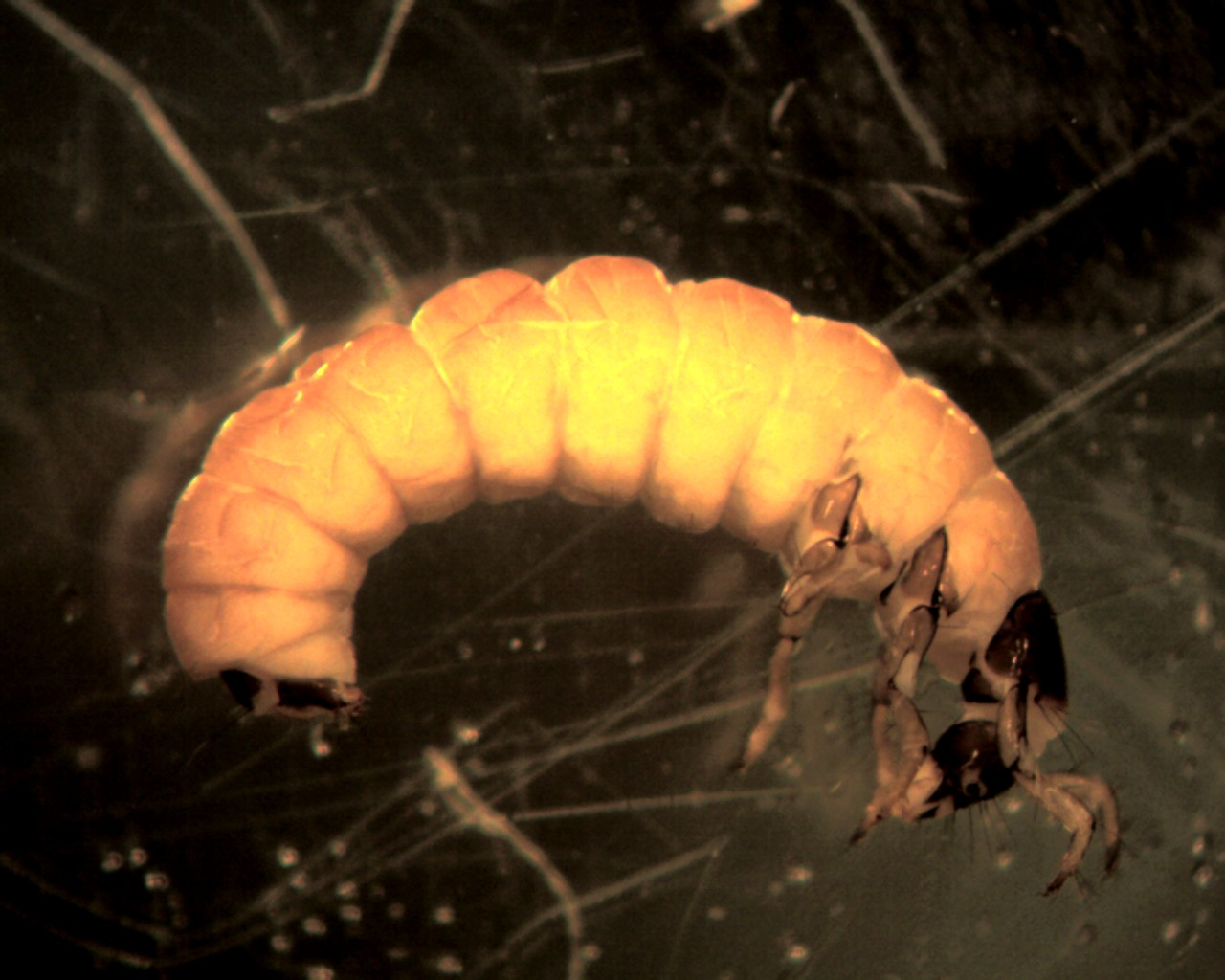
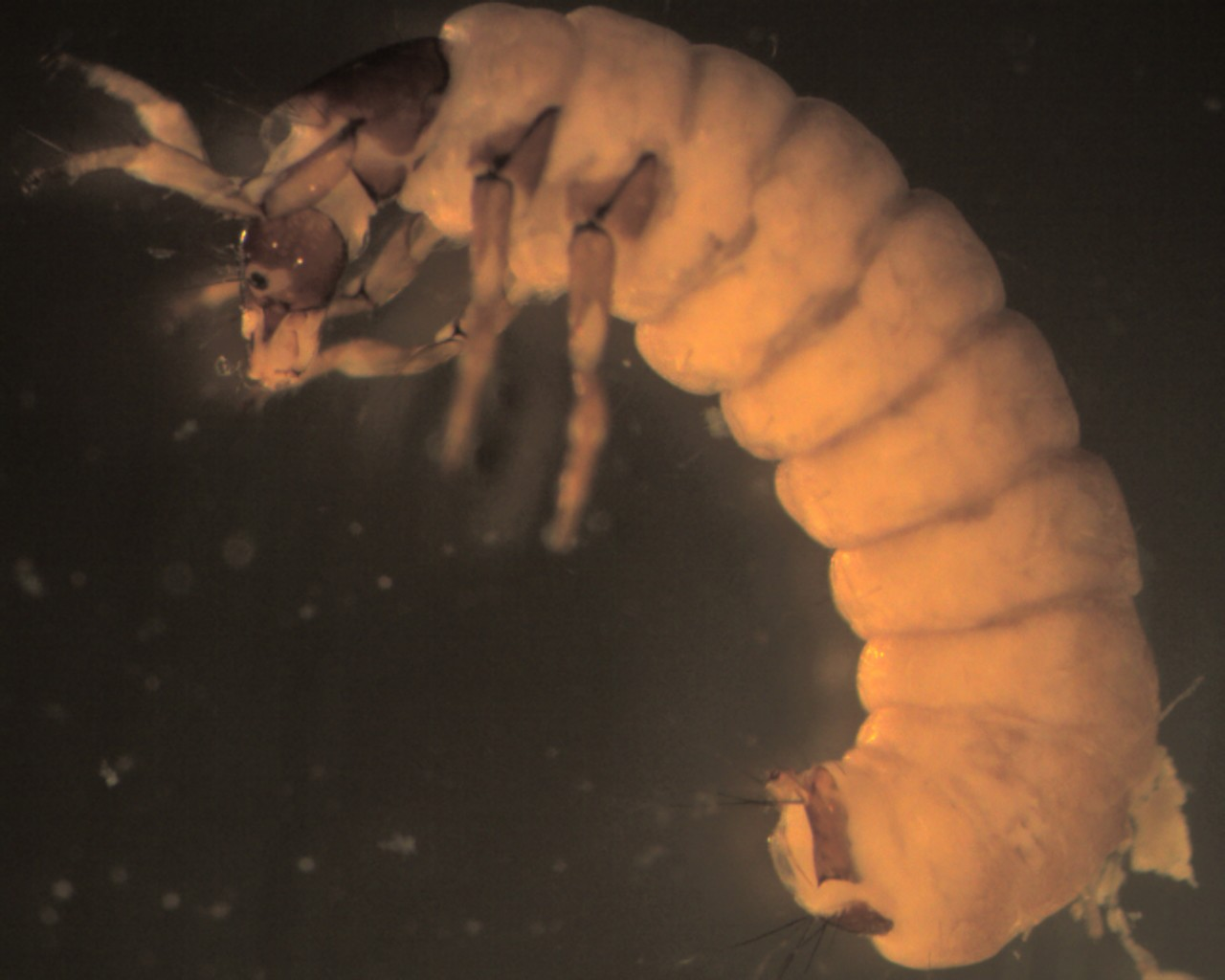
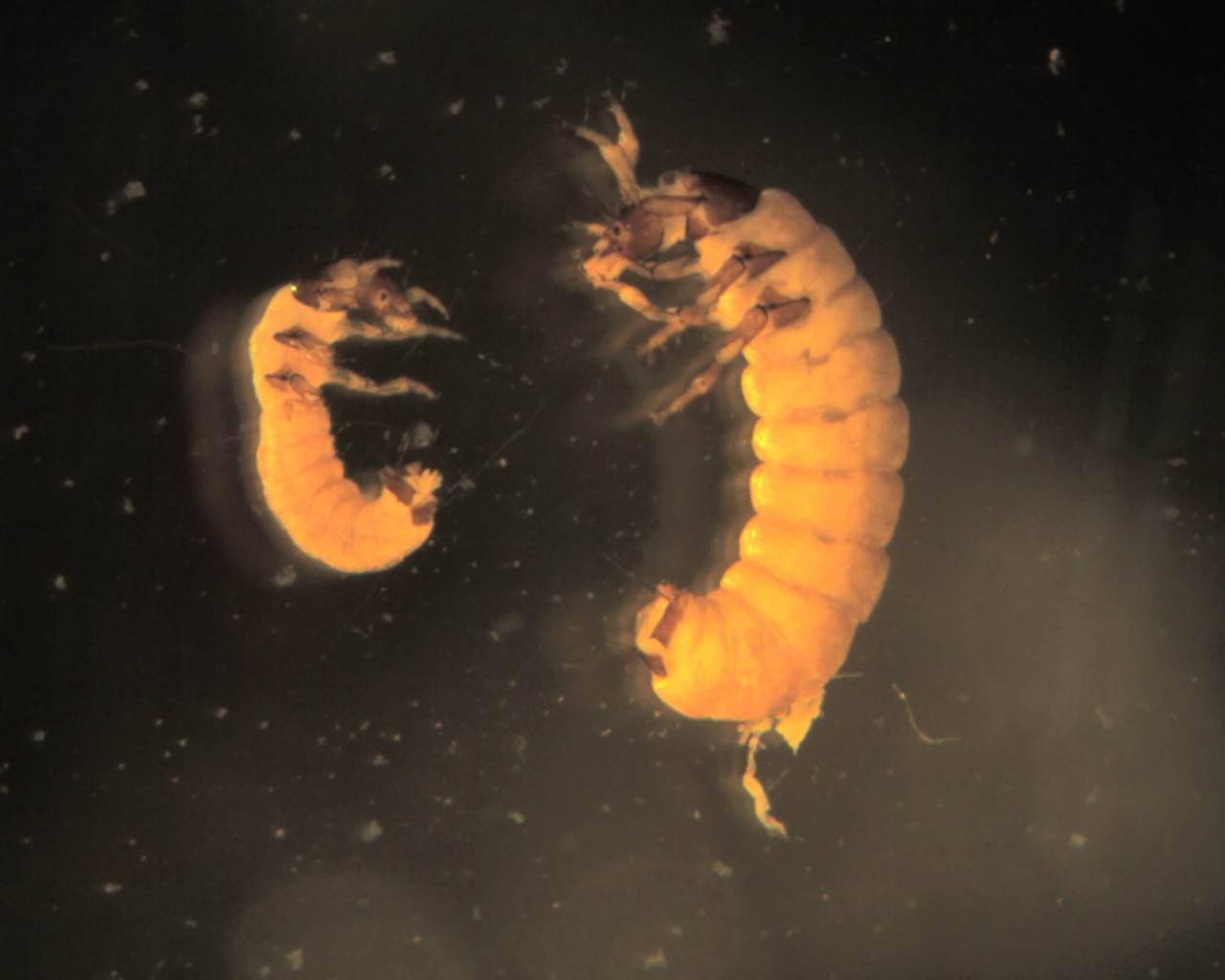

## Dottertaxa tillGlossosoma, i alfabetisk ordning[1][2]
- Glossosoma abhikhara
- Glossosoma abhisares
- Glossosoma aequale
- Glossosoma agarenorum
- Glossosoma alascense
- Glossosoma ali
- Glossosoma altaicum
- Glossosoma ambhi
- Glossosoma anakemei
- Glossosoma anakgunung
- Glossosoma anaktana
- Glossosoma anale
- Glossosoma angaricum
- Glossosoma atchintitam
- Glossosoma atestas
- Glossosoma atitto
- Glossosoma atreju
- Glossosoma atrichum
- Glossosoma aveleta
- Glossosoma baclava
- Glossosoma bahukantakam
- Glossosoma balephiana
- Glossosoma beaumonti
- Glossosoma boltoni
- Glossosoma bruna
- Glossosoma bukitanum
- Glossosoma burmanum
- Glossosoma califica
- Glossosoma capitatum
- Glossosoma caudatum
- Glossosoma confluens
- Glossosoma conforme
- Glossosoma dentatum
- Glossosoma develi
- Glossosoma dirghakantakam
- Glossosoma discophorum
- Glossosoma dulkejti
- Glossosoma dusmeti
- Glossosoma elvisso
- Glossosoma excitum
- Glossosoma furcatum
- Glossosoma hazbanicum
- Glossosoma heliakreya
- Glossosoma hemantajam
- Glossosoma himalayanum
- Glossosoma hissarica
- Glossosoma hospitum
- Glossosoma idaho
- Glossosoma inops
- Glossosoma intermedium
- Glossosoma japonicum
- Glossosoma javanicum
- Glossosoma jentumar
- Glossosoma kamarasikam
- Glossosoma kchinam
- Glossosoma kelleyi
- Glossosoma kiritchenkoi
- Glossosoma kissottoi
- Glossosoma krichnarunam
- Glossosoma lividum
- Glossosoma malayanum
- Glossosoma mereca
- Glossosoma minutum
- Glossosoma montana
- Glossosoma moselyi
- Glossosoma neffi
- Glossosoma nichinkata
- Glossosoma nigrior
- Glossosoma nigroroseum
- Glossosoma nylanderi
- Glossosoma oregonense
- Glossosoma orientale
- Glossosoma parvulum
- Glossosoma penitus
- Glossosoma persicum
- Glossosoma pinigisana
- Glossosoma privatum
- Glossosoma pterna
- Glossosoma pyroxum
- Glossosoma sadoense
- Glossosoma schuhi
- Glossosoma sellatum
- Glossosoma sequoia
- Glossosoma shugnanica
- Glossosoma speculare
- Glossosoma spinatum
- Glossosoma spoliatum
- Glossosoma subaequale
- Glossosoma sumitaensis
- Glossosoma taeniatum
- Glossosoma timurense
- Glossosoma traviatum
- Glossosoma tripartitum
- Glossosoma tunceliensis
- Glossosoma unguiculatum
- Glossosoma uogalanum
- Glossosoma ussuricum
- Glossosoma valvatum
- Glossosoma vaneyam
- Glossosoma varjakantakam
- Glossosoma velona
- Glossosoma wenatchee
- Glossosoma ventrale
- Glossosoma verdonum
- Glossosoma yigilca